# Rio Colbu (Băiţa)
O Rio Colbu (Băiţa) é um rio da Romênia, afluente do Băiţa, localizado no distrito de Maramureş.